# First Vienna Football Club 1894
Il First Vienna Football Club 1894 è una società calcistica austriaca, con sede nella capitale, Vienna. Fondato il 22 agosto 1894, è il più antico club d'Austria e per questo è parte del Club of Pioneers, associazione che accoglie i club più longevi per ogni federazione. Familiarmente viene chiamato col nome inglese della città, Vienna.
Nella stagione 2008-2009 ha vinto il campionato di Regionalliga Ost, precedendo il Horn e conquistando la promozione in Erste Liga.
Il club utilizza gli stessi colori sociali (giallo-blu) e lo stesso stemma dal 1894, anno della sua nascita. È uno dei due club austriaci, insieme al concittadino Rapid Vienna, ad aver vinto la Coppa di Germania nel 1943, durante il periodo di annessione dell'Austria alla Germania (1938-1945).

## Storia

### I primi anni
Nei primi anni novanta del XIX secolo i giardinieri, sia di nazionalità inglese che austriaca, al servizio del Barone Nathaniel Anselm von Rothschild iniziarono a giocare le prime partite di calcio nei campi del barone stesso. Per evitare danni ai suoi fiori il Barone cedette agli stessi un terreno ove poter praticare il loro sport, e fornì loro le prime divise giallo-blu, colori utilizzati dalla sua scuderia di fantini.
Il giocatore britannico, proveniente dall'Isola di Man, William Beale disegnò il logo, un triskelion, anch'esso coi colori giallo-blu della famiglia Rothschild. La squadra giocò il suo primo incontro il 15 novembre 1894 contro il Vienna Cricket and Football-Club perdendo per 0-4; col club dei Cricketer si creò una lunga rivalità sportiva che cessò solo nel 1936, con la dissoluzione dell'altro club. Vienna divenne presto il centro del calcio austriaco, e sette team vennero creati già tra il 1894 e il 1896.
Nel 1897 il presidente dei Cricketer donò la Challenge-Cup, al fine di creare una prima competizione a carattere internazionale all'interno dell'Impero austro-ungarico: i team provenivano da Vienna, Budapest e Praga. Il Vienna Cricket & FC vinse la prima edizione nel 1898, ma il First si aggiudicò le due edizioni successive, nel 1899 e nel 1900. Il club perse poi la finale nella Wiener-Cup del 1907; tale manifestazione aveva sostituito la Challenge-Cup. Gli anni antecedenti la prima guerra mondiale furono negativi per il First che dopo la stagione del 1913 retrocesse in seconda divisione nel 1913-1914, per ritornare nella prima divisione nel 1919.

### Gli anni della gloria
Il club gradualmente tornò fra i grandi del calcio austriaco. Vinse il titolo nel 1930-1931, dopo che si era aggiudicato due coppe nazionali, nel 1928-1929 e nel 1929-1930. Sempre nel 1931 il First si aggiudicò la prestigiosa Coppa dell'Europa Centrale, vincendo tutte le 6 partite disputate, caso unico nella storia della coppa.
Il Vienna rivinse il titolo nel 1932-1933, e una terza coppa nel 1936-1937. Curiosamente, il team fu coinvolto nel primo esperimento di giocare un match in notturna in Austria nel 1924-1925, ma solo il 3 novembre 1956 il First disputò la prima vera partita sotto la luce artificiale nel Paese.

### Gli anni nella Gauliga
Dopo l'annessione austriaca alla Germania (Anschluss) nel 1938, il campionato austriaco venne abolito, e i team austriaci passarono nelle divisioni del campionato tedesco. I club di prima divisione formarono la Gauliga Ostmark, quale campionato regionale inserito nella struttura del campionato tedesco, riorganizzato in tal modo nel 1933. Ciò comportò che le formazioni austriache lottavano anche per il titolo germanico e partecipavano alla DFB-Tschammerpokal, manifestazione che oggi è la DFB-Pokal. Nel 1941-1942 il Vienna vinse il titolo di divisione, nel girone definito Gauliga Donau-Alpenland (Ostmark) e disputò la finale per il titolo di Germania contro lo Schalke 04, il 4 luglio 1942 a Berlino. Vennero però sconfitti per 2-0. Il Vienna ripeté la vittoria nel campionato locale anche l'anno seguente, ma in questo caso venne eliminato in semifinale per 2-1 dal FV Saarbrücken. Il Vienna vinse però la Tschammerpokal, nel 1943, battendo il Luftwaffen Amburgo per 3-2 dopo i tempi supplementari, diventando il secondo club austriaco capace dell'impresa, dopo la vittoria del Rapid Vienna nel 1938. Un terzo titolo locale, nel 1943-1944, portò il club nuovamente alle finali nazionali; questa volta l'avventura si interruppe nei quarti contro il Dresdner SC, con una sconfitta per 2-3.
La fine della guerra e l'arrivo delle truppe alleate fecero interrompere l'edizione 1944-1945 del campionato, con il Vienna nuovamente vicino al titolo della divisione locale.

### Il dopoguerra
Occupata dalla forze alleate, l'Austria divenne nuovamente indipendente; così anche il campionato ridivenne autonomo. Nel 1946 il First giunse quinto ma vinse la Coppa della Liberazione donata dai sovietici.
Negli anni seguenti le prestazioni del club non furono brillanti anche se nel 1954-1955 fu capace di vincere per la sesta volta il titolo nazionale, precedendo per differenza reti il Wiener Sport-Club.

### La caduta
Il Vienna rimase abbastanza competitivo anche negli anni sessanta, spesso finendo tra le prime tre, fino alla retrocessione nel 1967-1968, dopo oltre cinquant'anni dall'ultima retrocessione.
Con la creazione della Zehnerliga (campionato con sole dieci squadre), nel 1974-1975, il First si ritrovò nuovamente in seconda divisione, anche se venne promossa nuovamente nel 1975-1976. Tuttavia i risultati furono poco brillanti, tanto che retrocedette nel 1979-1980.
L'allargamento della prima divisione a 16 club nel 1981-1982 permise al First Vienna di ritornare fra le grandi del calcio austriaco. Un'ulteriore riorganizzazione che portò le squadre della prima divisione a 12 nel 1985 vide il club fare la sua prima apparizione in Bundesliga nella stagione seguente. Un ottimo campionato nel 1988-1989 (quarto posto) premise al club di partecipare alla Coppa UEFA nella stagione seguente. In questa manifestazione vennero eliminati al primo turno i maltesi del Valletta (doppia vittoria per 1-4 all'andata in trasferta e 3-0 in casa al ritorno), poi il First fu eliminato al secondo turno dall'Olympiakos (doppio pareggio 2-2 in casa all'andata e 1-1 al ritorno in Grecia). La retrocessione colpì il club nel 1991-1992, dopo alcune stagioni tribolate. Il First fu capace comunque nel 1997 di raggiungere la finale di coppa d'Austria, dove venne sconfitto per 1-2 dallo Sturm Graz.
Tuttavia il First non fu più capace di raggiungere la massima divisione nazionale, tanto che nel 2000 cadde nella terza divisione austriaca, la Regionalliga Ost, da cui si risollevò dopo ben nove anni, ottenendo nel 2009 la promozione in Erste Liga, dove ha concluso al 9º posto le stagioni 2009-2010 e 2010-2011.
Nella stagione 2012-13, il First Vienna ha avuto prestazioni migliori, riuscendo a tenersi lontano dalla lotta per la retrocessione con buone prestazioni e chiudendo al settimo posto. La stagione 2013-14 fu un disastro per il Vienna, che finì ultimo con 13 punti di penalizzazione a causa di varie violazioni. Dalla stagione 2014-15, il Vienna dovette giocare di nuovo nella terza divisione Regionalliga Ost.
Nel 2017, a causa dell'insolvenza dello sponsor principale Care-Energy, il First Vienna fu dichiarato fallito nel 2017. Il fallimento fu poi scongiurato ma il First Vienna trasferito alla quinta divisione per ordine del tribunale nella stagione successiva.
Nella stagione 2018-19, il Vienna ha giocato nella 2. Landesliga Wien, il quinto livello del sistema di campionato austriaco. Nella sua prima stagione, il Vienna è arrivato primo con 78 punti in 30 partite ed è stato promosso alla quarta divisione, la Wiener Stadtliga. È rimasto imbattuto in campionato nella stagione 2019-20 dopo 17 partite. Il campionato è stato interrotto a causa dell'epidemia di COVID-19, il che significa che il club è rimasto nella Wiener Stadtliga per la stagione 2020-21. Tuttavia, alla fine della stagione 2020-21 il First Vienna è stato promosso ancora una volta alla terza divisione Regionalliga Ost. In seguito ha concluso in testa alla sua divisione nel 2021-22, assicurandosi la promozione di nuovo nella Seconda Lega austriaca.

## Strutture

### Stadio
Il First Vienna gioca le partite casalinghe nell'Hohe Warte Stadion, impianto da 5.500 posti. In passato ne poteva contenere fino a 30.000.

## Palmarès

### Competizioni nazionali
- Campionato austriaco: 6

1930-1931, 1932-1933, 1941-1942, 1942-1943, 1943-1944, 1954-1955
- Coppa d'Austria: 3

1928-1929, 1929-1930, 1936-1937
- Coppa di Germania: 1

1943
- Campionato di Regionalliga: 3

1968-1969, 2008-2009, 2016-2017
- Campionato di Erste Liga: 2

1975-1976, 1985-1986
- Campionato della Football Union of Austrian Nations: 1

1915-1916

### Competizioni regionali
- Befreiungs-Pokal: 1

1945
- Wiener Stadthallenturnier: 1

2009

### Competizioni internazionali
- Challenge-Cup: 2

1899, 1900
- Coppa dell' Europa Centrale: 1

1931
- Alpenpokal

1941
- Coppa Intertoto: 2

1988, 1990

### Competizioni giovanili
- Torneo Internazionale Carlin's Boys: 1

1949

### Altri piazzamenti
- Campionato austriaco:

Secondo posto: 1923-1924, 1925-1926, 1931-1932, 1935-1936, 1956-1957, 1960-1961
Terzo posto: 1924-1925, 1927-1928, 1929-1930, 1934-1935, 1936-1937, 1940-1941, 1946-1947, 1951-1952, 1955-1956, 1957-1958, 1958-1959
- Coppa d'Austria:

Finalista: 1924-1925, 1925-1926, 1935-1936, 1945-1946, 1960-1961, 1996-1997
Semifinalista: 1920-1921, 1921-1922, 1970-1971, 1986-1987, 1989-1990
- Campionato tedesco:

Secondo posto: 1941-1942
Semifinalista: 1942-1943
- Coppa dell'Europa Centrale:

Semifinalista: 1929, 1932
- Coppa dei Vincitori:

Semifinalista: 1930, 1931

## Organico

### Rosa
Aggiornata al 9 gennaio 2025.
| N. |                     | Ruolo | Calciatore          |
| -- | ------------------- | ----- | ------------------- |
| 1  | Austria (bandiera)  | P     | Bernhard Unger      |
| 4  | Austria (bandiera)  | D     | Daniel Luxbacher    |
| 5  | Austria (bandiera)  | C     | Noah Steiner        |
| 7  | Austria (bandiera)  | C     | Christoph Monschein |
| 8  | Austria (bandiera)  | C     | Bernhard Luxbacher  |
| 9  | Austria (bandiera)  | A     | David Peham         |
| 10 | Germania (bandiera) | C     | Philipp Ochs        |
| 11 | Austria (bandiera)  | D     | Čedomir Bumbić      |
| 13 | Austria (bandiera)  | D     | Anes Omerovic       |
| 14 | Ghana (bandiera)    | A     | Kelvin Boateng      |
| 16 | Austria (bandiera)  | A     | Patrick Schmidt     |
| 17 | Austria (bandiera)  | C     | Joel Kitenge        |
| 19 | Austria (bandiera)  | D     | Niklas Alozie       |

| N. |                                 | Ruolo | Calciatore             |
| -- | ------------------------------- | ----- | ---------------------- |
| 21 | Costa d'Avorio (bandiera)       | C     | Gontie Junior Diomandé |
| 25 | Austria (bandiera)              | D     | Jürgen Bauer           |
| 28 | Austria (bandiera)              | D     | Kai Stratznig          |
| 30 | Austria (bandiera)              | C     | Edin Huskovic          |
| 32 | Bosnia ed Erzegovina (bandiera) | C     | Haris Zahirovic        |
| 33 | Austria (bandiera)              | P     | Marcel Ecker           |
| 34 | Austria (bandiera)              | C     | Dean Titkov            |
| 35 | Austria (bandiera)              | A     | Edvin Ramic            |
| 36 | Austria (bandiera)              | D     | Kelechi Nnamdi         |
| 41 | Austria (bandiera)              | P     | Christopher Giuliani   |
| 66 | Austria (bandiera)              | C     | David Ungar            |
| 77 | Austria (bandiera)              | A     | Luca Edelhofer         |

### Staff tecnico
| Allenatore:              | Mehmet Sütcü    |
| Allenatore in seconda:   | Roman Kienast   |
| Preparatore atletico:    | Nikola Zivotic  |
| Allenatore dei portieri: | Patrick Kostner |
| Massaggiatore:           | Michael Kinzl   |